# Romna albata
Romna albata är en insektsart som beskrevs av Alan C. Eyles och Carvalho 1988. Romna albata ingår i släktet Romna och familjen ängsskinnbaggar. Inga underarter finns listade i Catalogue of Life.